# Dysstroma brunneata
Dysstroma brunneata là một loài bướm đêm trong họ Geometridae.